# Casa de Campo de Victor Brecheret
A Casa de Campo de Victor Brecheret, do nome do artista ítalo-brasileiro[carece de fontes?] e um dos expoentes da arte modernista no Brasil, está localizada na Rua Doutor Martin Luther King, 1532, em Osasco.
A Casa é considerada importante por representar tanto a vida pessoal quanto artística do escultor – ele que, por sua vez, concebeu obras marcantes, como o Monumento às Bandeiras –, além de conter elementos arquitetônicos e paisagísticos relevantes e em ótimo estado de conservação. Na parte interna da Casa, um dos destaques são duas obras de Brecheret que se encontram na parede defronte à principal entrada da residência: os afrescos em crayon, São Francisco (1954) e Três Graças (1954), ambos parte da importância histórico-cultural da residência. Em 2012, o edifício foi tombado por se configurar como um "bem cultural de interesse histórico, arquitetônico, artístico, turístico e paisagístico" especialmente marcante para o panorama cultural do estado de São Paulo.

## A importância de Victor Brecheret para o cenário cultural brasileiro

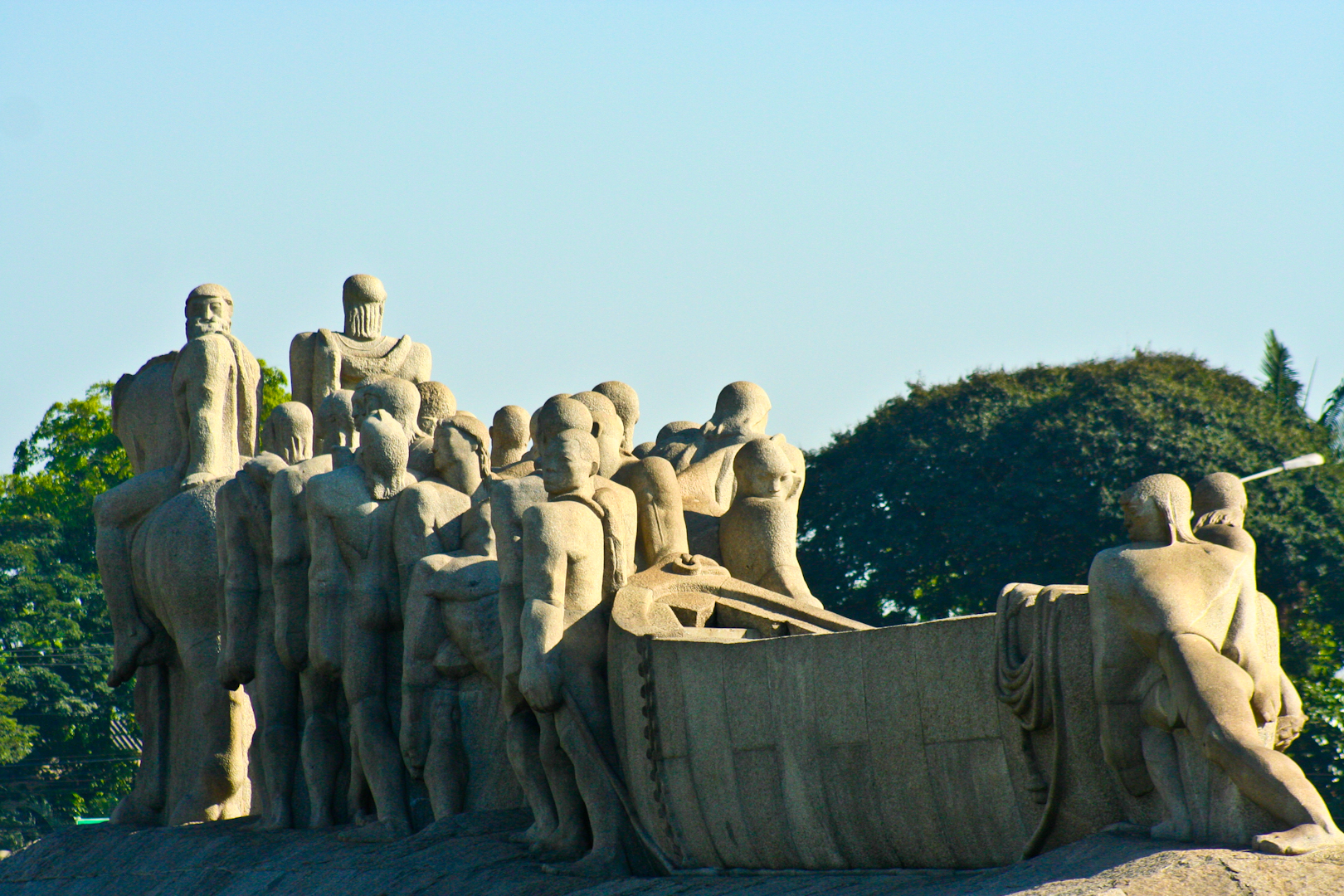
Monumento às Bandeiras. Peça – Granito (8,00m x 7,00m x 40,0m), Pedestal – Granito (2,54m x 8,40m x 43,80m)

Nascido em 22 de fevereiro de 1894 na Itália – quando adulto, em São Paulo, alterou sua nacionalidade para brasileiro[carece de fontes?] – Victor Brecheret iniciou seus estudos artísticos em 1912 no Liceu de Artes e Ofício de São Paulo, onde desenvolveu habilidade nas áreas de desenho, modelagem e entalhe em madeira. Mudou-se para Roma em 1913, onde viveu pelos próximos cinco anos. Lá, foi aluno do escultor Arturo Dazzi (1881-1966). Quando voltou ao Brasil, montou seu ateliê. Eventualmente, foi descoberto pelos modernistas Di Cavalcanti (1897-1976), Helios Seelinger (1878-1965), Menotti del Picchia (1892-1988), Mário de Andrade (1893-1945) e Oswald de Andrade (1890-1954).

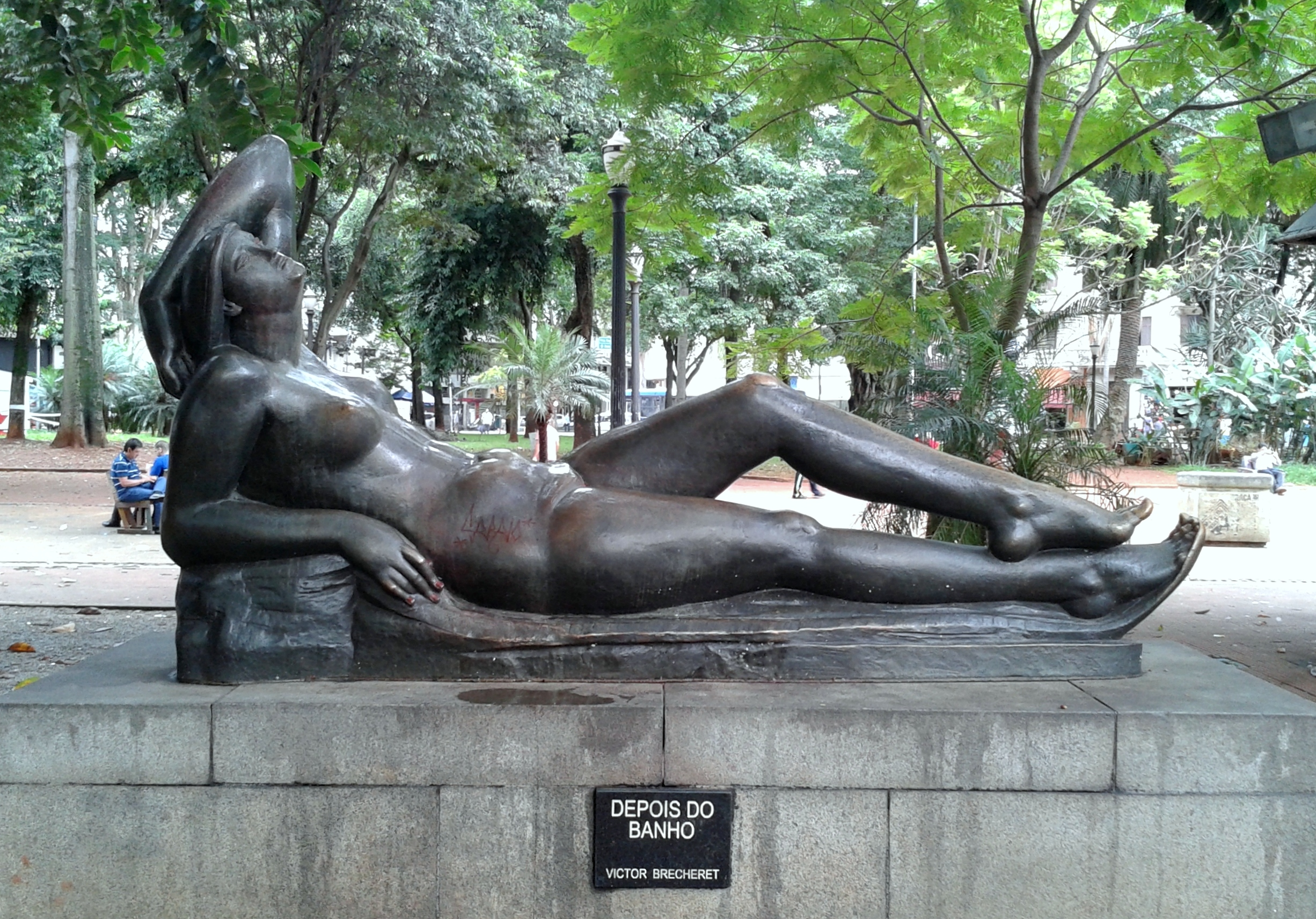
Depois do Banho. Inaugurada em 1932. Peça – Bronze (1,37m x 2,64m x 0,64m), Pedestal – Granito (0,86m x 3,60m x 1,60m).

Em 1921, Brecheret vai a Paris, alternando sua estadia entre o país europeu e o Brasil até 1936. Nesse meio tempo participou, mesmo não estando presente, da Semana de Arte Moderna de 1922. Foram exibidas 12 de suas esculturas. Em 1936, começou a fazer o Monumento às Bandeiras, entregue somente em 25 de janeiro de 1953. O monumento é um dos cartões postais da cidade de São Paulo, bem como outras de suas obras, como o Monumento a Duque Caxias, localizado na Praça Princesa Isabel, Depois do Banho, que se encontra no Largo do Arouche e a fachada externa do Jockey Club. O artista, tendo falecido em 1955, foi homenageado dois anos depois pela Bienal, que montou uma sala com 61 esculturas e 20 desenhos de sua autoria. Brecheret é considerado o grande responsável pela introdução do modernismo no que diz respeito à escultura brasileira. 

## A Casa

### Localização
A Casa de Campo de Brecheret está localizada no Estado de São Paulo, no município de Osasco, Bairro de São Francisco. A região na qual ela se encontra possui considerável arborização remanescente do loteamento original, especialmente se comparada ao resto do município, que passou por um intenso processo de verticalização e retirada de áreas verdes nos últimos anos. Em decorrência desses fatores, a disposição da residência é favorecida "pela atmosfera local silenciosa, com grande parte das vistas bem preservada a partir do lote". Além disso, a vasta vegetação e presença de árvores que envolve a casa, bem como sua localização quase central entre as quatro ruas que as cerca – R. Conde Eduardo Matarazzo (antiga R. Manoel Antônio Portela, endereço que consta no documento de tombamento da residência), Av. Doutor Martin Luther King e R. José Aristídes Jofre – faz com que o edifício seja praticamente imperceptível para aqueles que ali transitam. No sentido nordeste, o perímetro da residência se encontra com o Hotel Solarium; já do lado oposto, confronta-se com um condomínio de cerca de 30 casas. Para encontrar o edifício pelo Google Maps, basta localizar a marcação do "Grupo Oficina". A residência encontra-se do lado esquerdo, o maior telhado vermelho antes de um perceptível conjunto de casas.  
Uma curiosidade quanto a sua localização deve-se ao fato da Casa ter sido construída em frente ao terreno do São Francisco Golf Club, espaço frequentado por Victor Brecheret e seus filhos. Segundo uma entrevista concedida por Sandra Brecheret à Folha de S. Paulo em 2010, os jardins do Clube fazem parte de uma memória que "fazem os olhos de Sandra sorrirem". Foi ali naquele campo de golfe que o fundador da primeira Bienal de São Paulo, Ciccilio Matarazzo, tentava ensinar as artes do esporte inglês a Brecheret.   

### Acesso
Atualmente, o acesso à Casa não é aberto ao público e só pode ser feito pela escola infantil privada, Midea Educação Infantil, que foi construída em um pavilhão a sul da antiga residência. Não se sabe ao certo quando ela foi construída.
Quando procuramos pelo seu endereço, R. Doutor Martin Luther King, 1532, encontramos, de pronto, a escola. Para conhecer a Casa, portanto, é necessário solicitar uma autorização da diretoria da Midea Educação. Segundo o estudo de tombamento da Casa, a escola não comprometeu a fruição do espaço totalmente – ainda que possa constituir um obstáculo ao acesso direto à antiga residência de campo de Brecheret.

### Arquitetura
Ainda de acordo com o documento, a arquitetura original da residência segue quase inalterada, salvo alguns detalhes que foram modificados com o tempo; ainda assim, seria possível reverter tais mudanças se aplicado "um restauro criterioso". A Casa é caracterizada pelas telhas cerâmicas, caixilharias em madeira e revestimento de piso em tacos de madeira na região da sala. É possível observar, graças à arcos que são típicos de construções de influência "hispânico-colonial", que havia antes, ali, uma varanda.
"Não fosse pela vedação e pela construção de extensões anexas de linguagem austera e questionável, poder-se-ia observar mais claramente a simetria face sul avançada. Quanto a seus acabamentos, internamente ocorreram alterações de revestimentos na cozinha e banheiro, “nada, porém, que comprometa a leitura da concepção original do imóvel, sólido exemplar da releitura colonial espanhola” (f. 78). Seu uso atual é de apoio às funções desempenhadas na edificação já mencionada. A partir da varanda, num eventual manejo das pequenas árvores à sua frente, poder-se-ia contemplar a ampla área verde a norte e em declive".

### Arte - Afrescos
Os dois afrescos de Brecheret, localizados no interior da Casa de Campo do artista, datam de 1954 e foram de importância decisória para o processo de tombamento da residência. São eles: São Francisco e Três Graças, ambos pintados com aquarela. Conforme citado anteriormente, eles estão localizados defronte à principal entrada da sala. Contornando a lareira, é possível avistá-los imediatamente após adentrar a residência pela varanda. As duas obras estão protegidas por partículas de vidro grudadas à parede de alvenaria.

## O processo de tombamento
O percurso do processo de tombamento da Casa de Campo de Brecheret teve início em 2003, quando foi solicitado pela Fundação Escultor Victor Brecheret. A residência foi tombada, primeiramente, pelo Conselho em sessão, realizado em 2006, bem como por uma publicação no Diário Oficial do Estado no mesmo ano. A redação da proposta de Minuta de Resolução só foi elaborada, no entanto, em 2010. Algumas das considerações que levaram à decisão de conceder o tombamento da residência são:
* Que Victor Brecheret é figura expoente da arte modernista brasileira, destacadamente no campo da escultura, desenho e pintura, e executor de obras que marcam a paisagem e espaços paulistas;
* Que o edifício representa um elo simbólico da fase da vida pessoal do artista com sua família, bem como de sua atuação artística;
* Que a residência permanece com seus principais aspectos originais, bem como os afrescos em crayon no interior;
* Que a implantação é remanescente de loteamento do Bairro São Francisco, com expressiva vegetação preservada e ainda encontrada no interior do lote;
A enfim resolução favorável ao tombamento foi expedida pelo então Secretário da Cultura em exercício, Juca Ferreira, e publicada no Diário Oficial em 30 de novembro de 2012 – cerca de oito anos depois da solicitação ser protocolada pela Fundação Victor Brecheret.